# Compagnie aérienne porte-drapeau
Une compagnie aérienne porte-drapeau, ou compagnie aérienne nationale, est une compagnie aérienne détenue, exploitée ou privatisée par un État souverain. Elle jouit de parts de marché importantes ainsi que d'un certain nombre d'avantages ou de privilèges accordés par l’État pour les vols internationaux. La plupart du temps leur nom évoque le pays (Air France, ou British Airways, par exemple). 
Leur situation financière est souvent analysée avec attention par les États compte tenu de l'intérêt stratégique de la desserte du pays ou de la source d'emplois directs ou indirects induits par la compagnie.

## Compagnies nationales

### Afrique
| Pays ou région                   | Compagnie aérienne             | Basée à                                                                                 | Nombre de destinations      | Flotte (passagers)                                       | Alliance         | Réf    |
| -------------------------------- | ------------------------------ | --------------------------------------------------------------------------------------- | --------------------------- | -------------------------------------------------------- | ---------------- | ------ |
| Afrique du Sud                   | South African Airways          | Aéroport international OR Tambo (JNB)                                                   | 41 (nat. : 14; int. : 27)   | 44 (Airbus)                                              | Star Alliance    | [ 2 ]  |
| Algérie                          | Air Algérie                    | Aéroport d'Alger - Houari-Boumédiène (ALG)                                              | 75 (nat. : 32; int. : 43)   | 54 (Airbus : 8; ATR : 15; Boeing : 31)                   |                  | [ 3 ]  |
| Angola                           | TAAG Linhas Aéreas de Angola   | Aéroport international Quatro de Fevereiro (LAD)                                        | 38 (nat. : 13; int. : 25)   | 13 (Boeing)                                              |                  | [ 4 ]  |
| Bénin                            | Bénin Airlines                 | Aéroport international de Cotonou (COO)                                                 | 15 (nat. : 8; int. : 7)     | 2 (Cessna : 1; Piper : 1)                                |                  | [ 5 ]  |
| Botswana                         | Air Botswana                   | Aéroport international de Gaborone (GBE)                                                | 6 (nat. : 4; int. : 2)      | 6 (ATR),                                                 |                  | [ 9 ]  |
| Burkina Faso                     | Air Burkina                    | Aéroport international de Ouagadougou (OUA)                                             | 9 (nat. : 2; int. : 7)      | 2 (Embraer)                                              |                  | [ 11 ] |
| Burundi                          | Air Burundi                    | Suspendu mais pas disparu,                                                              | Suspendu mais pas disparu,  | Suspendu mais pas disparu,                               |                  | [ 12 ] |
| Cameroun                         | Camair-Co                      | Aéroport international de Douala (DLA)                                                  | 11 (nat. : 7; int. : 4)     | 6 (Boeing : 3; Bombardier : 1; Xian : 2)                 |                  | [ 15 ] |
| Cap-Vert                         | Cabo Verde Airlines            | Aéroport international Amílcar-Cabral (SID)                                             | 11 (nat. : 2; int. : 9)     | 2 (Boeing)                                               |                  | [ 17 ] |
| République centrafricaine        | Karinou Airlines               | Aéroport international de Bangui (BGF)                                                  | 2 (int. : 2)                | 1 (Boeing)                                               |                  |        |
| Comores                          | Comores Aviation International | Aéroport international Prince Saïd Ibrahim (HAH)                                        | 7 (nat. : 3; int. : 4)      | 6 (BAe : 3; Let Turbolet : 2; Embraer : 1)               |                  |        |
| Côte d'Ivoire                    | Air Côte d'Ivoire              | Aéroport international Félix-Houphouët-Boigny (ABJ)                                     | 24 (nat. : 6; int. : 18)    | 10 (Airbus : 6; Bombardier : 4)                          |                  | [ 18 ] |
| Djibouti                         | Air Djibouti                   | Aéroport international Ambouli (JIB)                                                    | 18 (int. : 18)              | 2 (Boeing)                                               |                  | [ 19 ] |
| Égypte                           | EgyptAir                       | Aéroport international du Caire (CAI)                                                   | 72 (nat. : 12; int. : 60)   | 51 (Airbus : 12; Boeing : 39)                            | Star Alliance    | [ 20 ] |
| Érythrée                         | Eritrean Airlines              |                                                                                         | 8 (nat. : 1; int. : 7)      | 7 (Dornier : 6; Boeing : 1)                              |                  |        |
| Eswatini                         | Eswatini Air                   |                                                                                         | 2 (nat. : 1; int. : 1)      | 1 (Embraer)                                              |                  |        |
| Éthiopie                         | Ethiopian Airlines             |                                                                                         | 125 (nat. : 20; int. : 105) | 104 (Boeing : 69; De Havilland : 23; Airbus : 12)        | Star Alliance    |        |
| France                           |                                |                                                                                         |                             |                                                          |                  |        |
| → Mayotte                        | Ewa Air                        |                                                                                         | 8 (nat. : 1; int. : 7)      | 4 (ATR)                                                  |                  |        |
| → La Réunion                     | Air Austral                    | Aéroport de La Réunion-Roland-Garros (RUN)                                              | 14 (nat. : 5; int. : 9)     | 8 (Boeing : 7; ATR : 1)                                  |                  |        |
| Gabon                            | La Nationale                   | Aéroport international Léon-Mba (LBV)                                                   | 9 (nat. : 9)                | 2 (Embraer)                                              |                  |        |
| Guinée équatoriale               | CEIBA Intercontinental         |                                                                                         | 15 (nat. : 4; int. : 11)    | 8 (Boeing : 4; ATR : 4)                                  |                  |        |
| Kenya                            | Kenya Airways                  |                                                                                         | 53 (nat. : 4; int. : 49)    | 38 (Boeing : 23; Embraer : 15)                           | Skyteam          |        |
| Libye                            | Afriqiyah Airways              |                                                                                         | 14 (nat. : 2; int. : 12)    | 8 (Airbus)                                               |                  |        |
| Libye                            | Libyan Airlines                |                                                                                         | 26 (nat. : 10; int. : 16)   | 8 (Airbus : 6; Bombardier : 2)                           |                  |        |
| Madagascar                       | Madagascar Airlines            | Aéroport international d'Ivato (TNR)                                                    | 35 (nat. : 25; int. : 10)   | 10 (ATR : 4; de Havilland : 3; Airbus : 2; Boeing : 1)   | Vanilla Alliance |        |
| Malawi                           | Malawi Airlines                | Aéroport international de Lilongwe (LLW)                                                | 7 (nat. : 5; int. : 2)      | 2 (Boeing)                                               |                  |        |
| Mali                             | Sky Mali                       | Aéroport international Modibo-Keïta (BKO)                                               | 5 (nat. : 5)                | 2 (Boeing)                                               |                  |        |
| Maroc                            | Royal Air Maroc                |                                                                                         | 103 (nat. : 15; int. : 88)  | 58 ( Boeing : 48; ATR : 6; Embraer : 4)                  | Oneworld         |        |
| Mauritanie                       | Mauritania Airlines            |                                                                                         | 13 (nat. : 3; int. : 10)    | 8 (Boeing : 5; Embraer : 3)                              |                  |        |
| Maurice                          | Air Mauritius                  | Aéroport international Sir-Seewoosagur-Ramgoolam (SSR)                                  | 25 (nat. : 2; int. : 23)    | 14 (Airbus : 11; ATR : 3)                                | Vanilla Alliance |        |
| Mozambique                       | Linhas Aéreas de Moçambique    |                                                                                         | 14 (nat. : 10; int. : 4)    | 6 (Boeing : 2; Bombardier : 2; Embraer : 2)              |                  |        |
| Namibie                          | FlyNamibia                     | Aéroport international Hosea Kutako de Windhoek (WDH)                                   | 8 (nat. : 5; int : 3)       | 10 (Airbus : 6; Embraer : 4)                             |                  |        |
| Niger                            | Niger Airlines                 |                                                                                         | 5 (nat. : 5)                | 3 (ATR)                                                  |                  |        |
| Ouganda                          | Uganda Airlines                |                                                                                         | 7 (nat. : 1; int. : 6)      | 2 (Bombardier)                                           |                  |        |
| République démocratique du Congo | Congo Airways                  |                                                                                         | 10 (nat. : 8; int. : 2)     | 4 (Airbus : 2; Bombardier : 2)                           |                  |        |
| Rwanda                           | RwandAir                       |                                                                                         | 33 (nat. : 3; int. : 30)    | 12 (Boeing : 6; Bombardier : 4; Airbus : 2)              |                  |        |
| Sao Tomé-et-Principe             | STP Airways                    |                                                                                         | 3 (nat. : 2; int. : 1)      | 1 (Boeing)                                               |                  |        |
| Sénégal                          | Air Sénégal                    |                                                                                         | 13 (nat. : 2; int. : 11)    | 5 (Airbus : 3; ATR : 2)                                  |                  |        |
| Seychelles                       | Air Seychelles                 |                                                                                         | 6 (nat. : 2; int : 4)       | 8 (de Havilland : 5; Airbus : 3)                         | Vanilla Alliance |        |
| Somalie                          | Jubba Airways                  | Aéroport international de Mogadiscio (MGQ) Aéroport International Egal d'Hargeisa (HGA) | 13 (nat. : 9; int. : 4)     | 1 (Fokker)                                               |                  |        |
| Soudan                           | Sudan Airways                  |                                                                                         | 15 (nat. : 6; int. : 9)     | 4 (Fokker : 3; Airbus : 1)                               |                  |        |
| Soudan du Sud                    | Golden Wings Aviation          | Aéroport international de Djouba (JUB)                                                  | 6 (nat. : 6)                |                                                          |                  |        |
| Tanzanie                         | Air Tanzania                   |                                                                                         | 17 (nat. : 10; int. : 7)    | 8 (de Havilland : 4; Airbus : 2; Boeing : 1; Fokker : 1) |                  |        |
| Togo                             | ASKY Airlines                  | Aéroport international de Lomé-Tokoin (LFW)                                             | 17 (nat. : 1; int. : 16)    | 17 (Boeing : 16; de Havilland : 1)                       |                  |        |
| Tunisie                          | Tunisair                       | Aéroport international de Tunis-Carthage (TUN)                                          | 78 (nat. : 9; int. : 69)    | 29 (Airbus : 22; Boeing : 7)                             |                  |        |
| Zambie                           | Zambia Airways                 |                                                                                         | 7 (nat. : 5; int. : 2)      | 1 (Boeing)                                               |                  |        |
| Zimbabwe                         | Air Zimbabwe                   |                                                                                         | 5 (nat. : 3; int. : 2)      | 8 (Boeing : 4; Airbus : 2; Embraer : 1; MA60 : 1)        |                  |        |

### Asie
| Taïwan |

| Skyteam |

### Amérique
| Pays ou région                  | Compagnie aérienne                    | Basée à | Nombre de destinations   | Flotte (passagers)                                                         | Alliance      | Réf |
| ------------------------------- | ------------------------------------- | --- | ------------------------ | -------------------------------------------------------------------------- | ------------- | --- |
| Argentine                       | Aerolíneas Argentinas                 | Aéroport de Buenos Aires (EZE)                                                                                                 | 60                       | 54 (10 Airbus et 44 Boeing)                                                | Skyteam       |     |
| Bahamas                         | Bahamasair                            | | 32                       | 10 (5 Boeing et 5 ATR)                                                     |               |     |
| Belize                          | Maya Island Air                       | | 9                        |                                                                            |               |     |
| Bolivie                         | Boliviana de Aviación                 | | 16                       | 22 (21 Boeing et 1 Bombardier)                                             |               |     |
| Canada                          | Air Canada                            | Aéroport international de Toronto-Pearson (YYZ) Aéroport international de Montréal-Trudeau (YUL)                               | 267                      | 205 (119 Airbus et 86 Boeing)                                              | Star Alliance |     |
| Chili                           | LATAM Airlines                        | | 138                      | 297 (238 Airbus et 59 Boeing)                                              |               |     |
| Colombie                        | Avianca                               | | 69                       | 207 (170 Airbus, 17 ATR et 20 Boeing)                                      | Star Alliance |     |
| Costa Rica                      | Lacsa (Avianca Costa Rica)            | | 35                       | 39 (33 Airbus et 6 Embraer)                                                |               |     |
| Cuba                            | Cubana                                | Aéroport international José-Martí (HAV)                                                                                        | 20                       | 16 (4 ATR, 4 Iliouchine, 6 Antonov et 2 Tupolev)                           |               |     |
| France                          |                                       | |                          |                                                                            |               |     |
| → Guadeloupe                    | Air Caraïbes                          | Aéroport de Paris-Orly (ORY) Aéroport Guadeloupe - Pôle Caraïbes (PTP) Aéroport international de Martinique-Aimé-Césaire (FDF) | 15                       | 14 (10 Airbus et 4 ATR)                                                    |               |     |
| → Martinique                    | Air Caraïbes                          | Aéroport de Paris-Orly (ORY) Aéroport Guadeloupe - Pôle Caraïbes (PTP) Aéroport international de Martinique-Aimé-Césaire (FDF) | 15                       | 14 (10 Airbus et 4 ATR)                                                    |               |     |
| → Saint-Barthélemy              | Air Caraïbes                          | Aéroport de Paris-Orly (ORY) Aéroport Guadeloupe - Pôle Caraïbes (PTP) Aéroport international de Martinique-Aimé-Césaire (FDF) | 15                       | 14 (10 Airbus et 4 ATR)                                                    |               |     |
| → Saint-Martin                  | Air Caraïbes                          | Aéroport de Paris-Orly (ORY) Aéroport Guadeloupe - Pôle Caraïbes (PTP) Aéroport international de Martinique-Aimé-Césaire (FDF) | 15                       | 14 (10 Airbus et 4 ATR)                                                    |               |     |
| → Guyane                        | Air Guyane                            | | 7                        | 4 (Let)                                                                    |               |     |
| → Saint-Pierre-et-Miquelon      | Air Saint-Pierre                      | | 7                        | 2 (1 Cessna et 1 ATR)                                                      |               |     |
| Guatemala                       | Transportes Aéreos Guatemaltecos (es) | Aéroport international La Aurora (GUA)                                                                                         | 15 (nat. : 5; int. : 10) | 14 (Saab : 5; ATR : 4; Piper : 2; Beechcraft : 1; Cessna : 1; Embraer : 1) |               |     |
| Haïti                           | Sunrise Airways                       | |                          |                                                                            |               |     |
| Jamaïque                        | Caribbean Airlines                    | |                          |                                                                            |               |     |
| Trinité-et-Tobago               | Caribbean Airlines                    | |                          |                                                                            |               |     |
| Mexique                         | Aeroméxico                            | Aéroport international de Mexico (MEX)                                                                                         |                          |                                                                            | Skyteam       |     |
| Nicaragua                       | La Costeña                            | |                          |                                                                            |               |     |
| Panama                          | Copa Airlines                         | |                          |                                                                            | Star Alliance |     |
| Paraguay                        | LATAM Paraguay                        | |                          |                                                                            |               |     |
| Pays-Bas                        |                                       | |                          |                                                                            |               |     |
| → Aruba                         | Aruba Airlines                        | |                          |                                                                            |               |     |
| → Saint-Martin                  | Winair                                | |                          |                                                                            |               |     |
| Pérou                           | LATAM Perú                            | |                          |                                                                            |               |     |
| Porto Rico                      | Air Sunshine                          | |                          |                                                                            |               |     |
| République dominicaine          | Arajet                                | |                          |                                                                            |               |     |
| Royaume-Uni                     |                                       | |                          |                                                                            |               |     |
| → Anguilla                      | Trans Anguilla Airways                | |                          |                                                                            |               |     |
| → Bermudes                      | BermudAir                             | |                          |                                                                            |               |     |
| → Îles Caïmans                  | Cayman Airways                        | |                          |                                                                            |               |     |
| → Îles Turques-et-Caïques       | interCaribbean Airways                | |                          |                                                                            |               |     |
| → Îles Vierges britanniques     | VI Airlink                            | |                          |                                                                            |               |     |
| → Montserrat                    | FlyMontserrat                         | |                          |                                                                            |               |     |
| Saint-Vincent-et-les-Grenadines | SVG Air                               | |                          |                                                                            |               |     |
| Salvador                        | TACA (Avianca El Salvador)            | |                          |                                                                            |               |     |
| Suriname                        | Surinam Airways                       | |                          |                                                                            |               |     |
| Venezuela                       | Conviasa                              | |                          |                                                                            |               |     |

### Europe
| Pays ou région   | Compagnie aérienne                                           | Basée à                                                                                   | Nombre de destinations       | Flotte (passagers)                                               | Alliance      | Réf |
| ---------------- | ------------------------------------------------------------ | ----------------------------------------------------------------------------------------- | ---------------------------- | ---------------------------------------------------------------- | ------------- | --- |
| Albanie          | Air Albania                                                  | Aéroport international de Tirana (TIA)                                                    |                              |                                                                  |               |     |
| Allemagne        | Lufthansa                                                    | Aéroport de Francfort-sur-le-Main (FRA) Aéroport Franz-Josef-Strauß de Munich (MUC)       | 205                          | 327 (Airbus : 263 ; Boeing : 32 ; Bombardier : 28 ; Embraer : 4) | Star Alliance |     |
| Arménie          | Armenia Airways                                              | Aéroport international Zvartnots (EVN)                                                    |                              |                                                                  |               |     |
| Autriche         | Austrian Airlines                                            | Aéroport de Vienne-Schwechat (VIE)                                                        |                              |                                                                  | Star Alliance |     |
| Azerbaïdjan      | Azerbaijan Airlines (AZAL)                                   | Aéroport international Heydar Aliyev de Bakou (GYD)                                       |                              |                                                                  |               |     |
| Belgique         | Brussels Airlines                                            | Aéroport de Bruxelles-National (BRU)                                                      |                              |                                                                  | Star Alliance |     |
| Biélorussie      | Belavia                                                      | Aéroport international de Minsk (MSQ)                                                     |                              |                                                                  |               |     |
| Bulgarie         | Bulgaria Air                                                 | Aéroport de Sofia (SOF)                                                                   |                              |                                                                  |               |     |
| Chypre           | Cyprus Airways                                               | Aéroport international de Larnaca (LCA)                                                   |                              |                                                                  |               |     |
| Croatie          | Croatia Airlines                                             | Aéroport Franjo-Tuđman de Zagreb (ZAG)                                                    |                              |                                                                  | Star Alliance |     |
| Norvège          | Scandinavian Airlines                                        | Aéroport d'Oslo-Gardermoen (OSL)                                                          |                              |                                                                  | Skyteam       |     |
| Suède            | Scandinavian Airlines                                        | Aéroport de Stockholm-Arlanda (ARN)                                                       |                              |                                                                  | Skyteam       |     |
| Danemark         | Scandinavian Airlines                                        | Aéroport de Copenhague (CPH)                                                              |                              |                                                                  | Skyteam       |     |
| → Groenland      | Air Greenland                                                | Aéroport de Nuuk                                                                          |                              |                                                                  |               |     |
| → Îles Féroé     | Atlantic Airways                                             | Aéroport de Vágar                                                                         |                              |                                                                  |               |     |
| Espagne          | Iberia                                                       | Aéroport Adolfo Suárez Madrid-Barajas (MAD)                                               |                              |                                                                  | Oneworld      |     |
| Finlande         | Finnair                                                      | Aéroport d'Helsinki-Vantaa (HEL)                                                          |                              |                                                                  | Oneworld      |     |
| France           | Air France                                                   | Aéroport de Paris-Charles-de-Gaulle (CDG) Aéroport de Paris-Orly (ORY)                    | 190                          | 222 (Boeing : 71 ; Airbus : 151)                                 | Skyteam       |     |
| Géorgie          | Georgian Airways                                             | Aéroport international Chota-Roustavéli de Tbilissi (TBS)                                 |                              |                                                                  |               |     |
| Grèce            | Aegean Airlines                                              | Aéroport international d'Athènes Elefthérios-Venizélos (ATH)                              | 161 (nat. : 31 ; int. : 130) | 65 (Airbus : 65)                                                 | Star Alliance |     |
| Irlande          | Aer Lingus                                                   | Aéroport international de Dublin (DUB)                                                    |                              |                                                                  |               |     |
| Islande          | Icelandair                                                   | Aéroport international de Keflavík (KEF)                                                  |                              |                                                                  |               |     |
| Italie           | ITA Airways                                                  | Aéroport Léonard-de-Vinci de Rome Fiumicino (FCO) Aéroport de Milan-Linate (LIN)          |                              |                                                                  | Skyteam       |     |
| Lettonie         | airBaltic                                                    | Aéroport de Riga (RIX)                                                                    |                              |                                                                  |               |     |
| Luxembourg       | Luxair                                                       | Aéroport de Luxembourg-Findel (LUX)                                                       |                              | 19 (Boeing : 8 ; Bombardier : 11)                                |               |     |
| Malte            | KM Malta Airlines                                            | Aéroport international de Malte (MLA)                                                     |                              |                                                                  |               |     |
| Monténégro       | Montenegro Airlines (1994-2020) Air Montenegro (depuis 2021) | Aéroport de Podgorica (TGD)                                                               |                              |                                                                  |               |     |
| Pays-Bas         | KLM Royal Dutch Airlines                                     | Aéroport d'Amsterdam-Schiphol (AMS)                                                       |                              |                                                                  | Skyteam       |     |
| Pologne          | LOT Polish Airlines                                          | Aéroport de Varsovie-Chopin (WAW)                                                         |                              |                                                                  | Star Alliance |     |
| Portugal         | TAP Air Portugal                                             | Aéroport Humberto Delgado de Lisbonne (LIS) Aéroport de Porto-Francisco Sá-Carneiro (OPO) |                              |                                                                  | Star Alliance |     |
| Roumanie         | Tarom                                                        | Aéroport de Bucarest-Henri-Coandă (OTP)                                                   |                              |                                                                  | Skyteam       |     |
| Royaume-Uni      | British Airways                                              | Aéroport de Londres-Heathrow (LHR) Aéroport de Londres-Gatwick (LGW)                      |                              |                                                                  | Oneworld      |     |
| → Guernesey      | Aurigny Air Services                                         |                                                                                           |                              |                                                                  |               |     |
| Russie           | Aeroflot                                                     | Aéroport de Moscou-Cheremetievo (SVO)                                                     |                              |                                                                  | Skyteam       |     |
| Serbie           | Air Serbia                                                   | Aéroport Nikola-Tesla de Belgrade (BEG)                                                   |                              |                                                                  |               |     |
| Suisse           | Swiss International Air Lines                                | Aéroport international de Zurich (ZRH)                                                    |                              |                                                                  | Star Alliance |     |
| Tchéquie         | CSA Czech Airlines                                           | Aéroport de Prague-Václav-Havel (PRG)                                                     |                              |                                                                  | Skyteam       |     |
| Turquie          | Turkish Airlines                                             | Aéroport d'Istanbul (IST)                                                                 |                              |                                                                  | Star Alliance |     |
| → Chypre du Nord | Fly Kıbrıs Airlines                                          | Aéroport international d'Ercan (ECN)                                                      |                              |                                                                  |               |     |
| Ukraine          | Ukraine International Airlines                               | Aéroport de Kiev-Boryspil (KBP)                                                           |                              |                                                                  |               |     |

### Océanie
| Pays ou région              | Compagnie aérienne   | Basée à                                            | Nombre de destinations | Flotte (passagers)                                      | Alliance      | Réf |
| --------------------------- | -------------------- | -------------------------------------------------- | ---------------------- | ------------------------------------------------------- | ------------- | --- |
| Australie                   | Qantas               |                                                    |                        |                                                         | Oneworld      |     |
| États fédérés de Micronésie | Caroline Islands Air |                                                    |                        |                                                         |               |     |
| États-Unis                  |                      |                                                    |                        |                                                         |               |     |
| → Hawaï                     | Hawaiian Airlines    | Aéroport international d'Honolulu (HNL)            |                        | 58 (24 Airbus A330 ; 20 Boeing 717 ; 14 Airbus A321neo) |               |     |
| → Îles Mariannes du Nord    | Star Marianas Air    |                                                    |                        |                                                         |               |     |
| Fidji                       | Fiji Airways         |                                                    |                        |                                                         |               |     |
| France                      |                      |                                                    |                        |                                                         |               |     |
| → Nouvelle-Calédonie        | Aircalin             | Aéroport international de Nouméa-La Tontouta (NOU) | 11                     | 5 (1 Airbus A330 ; 2 Airbus A330neo ; 2 Airbus A320)    |               |     |
| → Polynésie française       | Air Tahiti Nui       | Aéroport international de Tahiti-Faaa (PPT)        | 5 (int. : 5)           | 6 (4 Boeing 787 ; 2 Airbus A340)                        |               |     |
| Kiribati                    | Air Kiribati         |                                                    |                        |                                                         |               |     |
| Îles Marshall               | Air Marshall Islands |                                                    |                        |                                                         |               |     |
| Nauru                       | Nauru Airlines       |                                                    |                        |                                                         |               |     |
| Nouvelle-Zélande            | Air New Zealand      | Aéroport d'Auckland (AKL)                          |                        |                                                         | Star Alliance |     |
| → Îles Cook                 | Air Rarotonga        |                                                    |                        |                                                         |               |     |
| Palaos                      | Belau Air            |                                                    |                        |                                                         |               |     |
| Papouasie-Nouvelle-Guinée   | Air Niugini          |                                                    |                        |                                                         |               |     |
| Îles Salomon                | Solomon Airlines     |                                                    |                        |                                                         |               |     |
| Samoa                       | Samoa Airways        |                                                    |                        |                                                         |               |     |
| Tonga                       | Lulutai Airlines     |                                                    |                        |                                                         |               |     |
| Vanuatu                     | Air Vanuatu          |                                                    |                        |                                                         |               |     |